# Алеманський сепаратизм

Карта алеманських діалектів (близько 1950 року)

Алеманський сепаратизм — історичний сепаратистський рух в алемансько-німецькомовних областях Німеччини, Франції та Австрії (а саме в Південному Бадені, Швабії (тобто в більшій частині Вюртембергу та всій Баварській Швабії), Ельзасі та Форарльберзі), спрямований на об'єднання зі Швейцарською конфедерацією (пізніше Швейцарія).
Історичне коріння цього руху сягає епохи Наполеонівських воєн (близько 1805—1815 років), після них рух було частково відновлено як після закінчення Першої світової війни (1919 рік), так і після закінчення Другої світової війни (1946—1952 роки).

## Історія
Термін «алеманський» для групи верхньонімецьких діалектів запровадив 1803 року Йоганн Петер Гебель, який відніс їхнє утворення до періоду розселення племен алеманів. Алеманомовні райони Німеччини були розділені на Баден і Вюртемберг, частини Швабії були інтегровані до складу Баварії 1805 року; алеманські діалекти були не єдиними діалектами в цих землях (наприклад, у Бадені та Вюртемберзі північні їхні частини розмовляють рейнсько-франкськими діалектами, східнофранкською німецькою мовою, а також південнофранкською німецькою, а в Баварії існують баварські діалекти, а також рейнсько-франкські діалекти, східнофранкська німецька, а також південно-франкська німецька. Таким чином, алеманські діалекти стали піддаватися процесу маргіналізації з боку неалеманської адміністрації. Алеманський сепаратизм виник у контексті опору сільського населення Бадену проти наполеонівського правління в рамках Рейнського союзу (1806—1813).

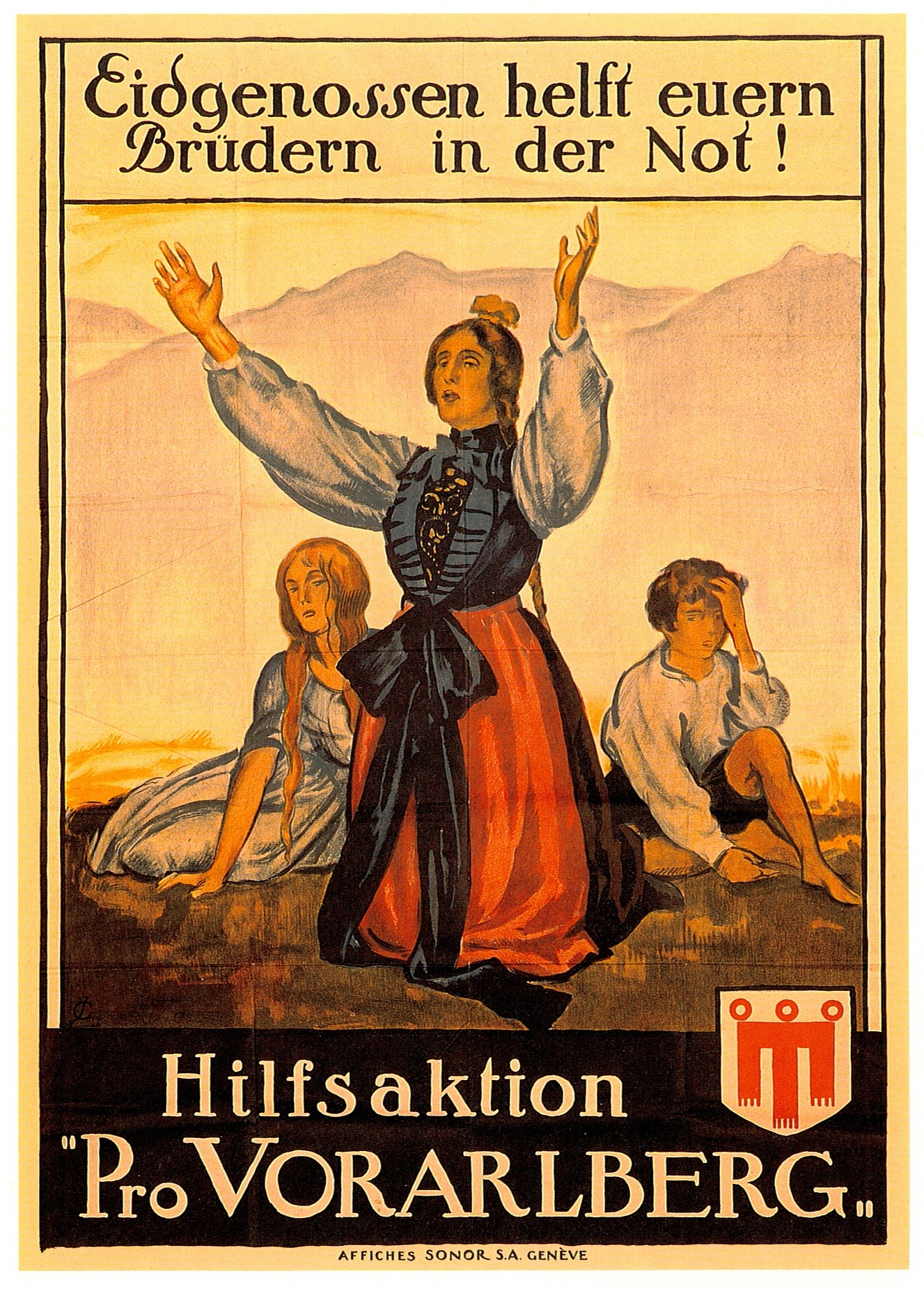
Швейцарський політичний плакат, що пропагував приєднання Форарльбергу до Швейцарської Конфедерації («Pro Vorarlberg» 1919/20).

Після Першої світової війни, 11 травня 1919 року населення Форарльбергу в недовговічній державі Німецька Австрія проголосувало за входження до складу Швейцарії (81 % голосів виборців). Однак результати референдуму було відхилено як урядом у Відні, так і Швейцарією. Подібні тенденції в Бадені та Вюртемберзі були придушені ще до проведення голосування.
Після закінчення Другої світової війни в Південному Ельзасі та Південному Бадені з'явився політичний рух, що виник внаслідок руху опору проти нацистського режиму, метою якого було створення окремої алеманської держави разом зі швейцарським кантоном Базель. Отто Фегер (1946) запропонував децентралізовану організацію «швабсько-алеманської демократії», натхненної швейцарською моделлю прямої демократії, тоді як мер Зінгену Бернхард Дітріх прагнув до великого «Альпійського союзу», який мав включити також баварськомовні території (Баварію й Австрію) і німецькомовні частини Швейцарської Конфедерації. «Schwäbisch-Alemannische Demokratie», видана Фегером 1946 року накладом 240 000 примірників була найбільш друкованою книгою у французькій зоні окупації Німеччини (1945—1949). Организаційною основою алеманського сепаратизму був Schwäbisch-Alemannischer Heimatbund (Швабсько-алеманський рідний союз), але французька адміністрація не співчувала його ідеалам і відмовилася від рішення, необхідного для створення політичної партії з метою утворення алеманської держави. Нинішня федеральна земля Баден-Вюртемберг в межах Федеративної Республіки Німеччини була створена в 1952 році, фактично поклавши край будь-яким серйозним політичним сценаріям алеманського сепаратизму, хоча ця концепція залишається ностальгічною, а не політичною програмою. Це особливо характерно для Південного Бадену, який був єдиним регіоном, де більшість людей проголосувала проти об'єднання з Вюртембергом під час референдуму 1951 року, що був проведений із метою санкціонувати об'єднання згідно зі статтею 29 нової конституції Західної Німеччини. Загальний підсумок голосування, однак, був на користь створення нової південно-західної держави.